# فاکوندو رونکالیا
فاکوندو رونکالیا (اسپانیایی: Facundo Roncaglia‎؛ زادهٔ ۱۰ فوریهٔ ۱۹۸۷) بازیکن فوتبال اهل آرژانتین است.

## باشگاهی
از باشگاه‌هایی که در آن بازی کرده‌است می‌توان به باشگاه فوتبال بوکا جونیورز، باشگاه فوتبال سلتاویگو، باشگاه فوتبال اسپانیول، باشگاه فوتبال فیورنتینا، باشگاه فوتبال جنوآ، و باشگاه فوتبال استودیانتس اشاره کرد.

## تیم ملی
وی همچنین در تیم ملی فوتبال آرژانتین بازی کرده‌است.